# Matteo Politano
Matteo Politano (* 3. August 1993 in Rom) ist ein italienischer Fußballspieler. Der linksfüßige Flügelspieler steht bei der SSC Neapel unter Vertrag.

## Karriere

### Im Verein
Politano wechselte 2004 von Selva Candida in die Jugend der AS Rom, die er bis 2012 durchlief.
Mit Übernahme in den Profibereich wurde er an die AC Perugia Calcio in die Lega Pro Prima Divisione verliehen. In der Saison 2012/13 erzielte er in 28 Ligaspielen acht Treffer. Nach Ende der Leihe wechselte er von der Roma zu Delfino Pescara 1936 in die Serie B. In zwei Jahren gelangen Politano elf Treffer in 72 Spielen für die Delfini, die in der Saison 2014/15 erst im Play-off-Finale den Aufstieg in die Serie A verpassten.
Im Sommer 2015 holte die AS Rom Politano aus Pescara zurück, verlieh ihn jedoch sogleich an die US Sassuolo Calcio. In seiner ersten Serie-A-Saison 2015/16 wurde Politano überwiegend eingewechselt, erreichte mit Sassuolo allerdings die Qualifikation für die UEFA Europa League. In dieser setzte sich Sassuolo durch, scheiterte in der Spielzeit 2016/17 allerdings in der Gruppenphase. Mit Beginn der Saison 2016/17 wurde Politano fest verpflichtet und ist Stammspieler Sassuolos.
Im Sommer 2018 wechselte Politano zu Inter Mailand, zunächst leihweise mit Kaufoption, die der neue Verein am 12. Juni 2019 zur definitiven Übernahme des Spielers einlöste. Unter dem neuen Inter-Trainer Antonio Conte und dessen 3-5-2-Spielsystem bekam der Flügelstürmer, ungeeignet als Außenläufer im Fünfer-Mittelfeld, nur noch Teileinsätze als hängende Spitze. Im Januar 2020 scheiterte ein Wechsel zurück zu seinem Jugendverein AS Rom im Tausch gegen Außenläufer Leonardo Spinazzola wegen Uneinigkeiten über die Bedingungen, bei denen sich das anfängliche Leih-Tauschgeschäft bis Ende Saison 2019/20 zu einem definitiven Transfer der Spieler umgewandelt hätte.
Politano wechselte daraufhin am 28. Januar 2020 leihweise zur SSC Neapel. Am Ende des Leihgeschäftes am 30. Juni 2021 bestand eine Kaufpflicht.

### In der Nationalmannschaft
Politano durchlief von 2012 bis 2014 die U-19-, U-20- und U-21-Nationalmannschaft Italiens und erzielte in insgesamt 14 Spielen drei Treffer für die Azzurrini.
Im November 2016 wurde Politano von Gian Piero Ventura erstmals für die italienische Nationalmannschaft nominiert, blieb jedoch ohne Einsatz. Nach weiteren Nominierungen ohne Einsätze folgte im Mai 2017 sein Debüt für die Azzurri. Am 31. Mai 2017 wurde er im inoffiziellen Freundschaftsspiel gegen San Marino eingewechselt und erzielte das zwischenzeitliche 7:0.

## Titel
- Italienischer Meister (2): 2023, 2025 (beide SSC Neapel)
- Italienischer Pokalsieger: 2020 (SSC Neapel)